# Cừu Dorset Phần Lan

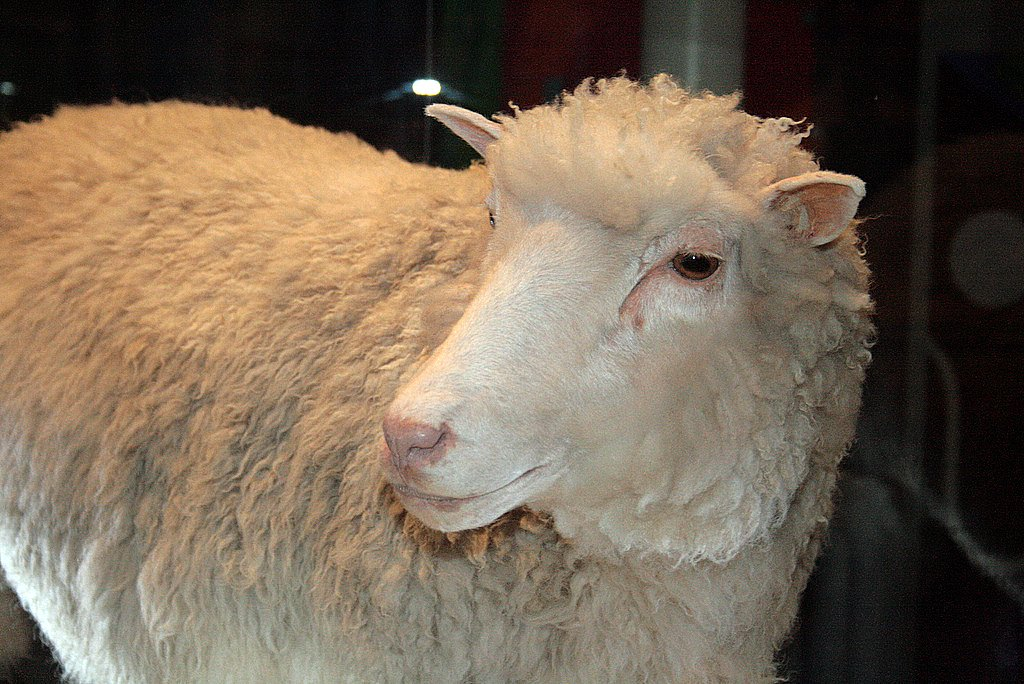
Chú cừu Dolly là giống cừu Dorset Phần Lan

Cừu Dorset Phần Lan là một giống cừu nhà có nguồn gốc từ Phần Lan, chúng là giống cừu lông trắng được hình thành từ sự lai tạo giữa giống cừu Dorset (nữa máu) và giống cừu Phần Lan (nữa máu). Cá thể cừu nổi tiếng nhất của giống này chính là chú cừu Dolly là động vật đầu tiên được hình thành bằng nhân bản vô tính, cừu Dolly chính là chú cừu thuộc giống cừu Dorset Phần Lan.

## Đặc điểm chung
Trán chúng phẳng, xương mũi lồi ra, chúng có hố nước mắt, mõm của chúng mỏng, môi hoạt động, răng cửa sắc, nhờ đó chúng có thể gặm được cỏ mọc thấp và bứt được những lá thân cây mềm mại, hợp khẩu vị trên cao để ăn. Chúng có thói quen đi kiếm ăn theo bầy đàn, tạo thành nhóm lớn trên đồng cỏ. Trong da chúng có nhiều tuyến mồ hôi và tuyến mỡ hơn dê. Bởi thế chúng bài tiết mồ hôi nhiều hơn và các cơ quan hô hấp tham gia tích cực hơn vào quá trình điều tiết nhiệt. Mô mỡ dưới da của chúng phát triển tốt hơn dê và ngược lại ở các cơ bên trong của chúng có ít tích lũy mỡ hơn dê.

## Chăn nuôi
Chúng có tính bầy đàn cao nên dễ quản lý, chúng thường đi kiếm ăn theo đàn nên việc chăm sóc và quản lý rất thuận lợi. Chúng cũng là loài dễ nuôi, mau lớn, ít tốn công chăm sóc. So với chăn nuôi bò thì chúng là vật nuôi dễ tính hơn, thức ăn của chúng rất đa dạng, thức ăn của chúng là những loại không cạnh tranh với lương thực của người. Chúng là động vật có vú ăn rất nhiều cỏ. 
Hầu hết chúng gặm cỏ và ăn các loại cỏ khô khác, tránh các phần thực vật có gỗ nhiều. Chúng có chế độ hoạt động ban ngày, ăn từ sáng đến tối, thỉnh thoảng dừng lại để nghỉ ngơi và nhai lại. Đồng cỏ lý tưởng cho chúng như cỏ và cây họ Đậu. Khác với thức ăn gia súc, thức ăn chính của chúng trong mùa đông là cỏ khô.
Chúng là loài ăn tạp, có thể ăn được nhiều loại thức ăn bao gồm thức ăn thô xanh các loại như: rơm cỏ tươi, khô, rau, củ quả bầu bí các loại, phế phụ phẩm công nông nghiệp và các loại thức ăn tinh bổ sung như cám gạo ngũ cốc. Mỗi ngày chúng có thể ăn được một lượng thức ăn 15-20% thể trọng. Chúng cần một lượng thức ăn tính theo vật chất khô bằng 3,5% thể trọng. Với nhu cầu 65% vật chất khô từ thức ăn thô xanh (0,91 kg) và 35% vật chất khô từ thức ăn tinh (0,49 kg). Khi cho chúng ăn loại thức ăn thô xanh chứa 20% vật chất khô và thức ăn tinh chứa 90% vật chất khô.
Nguồn nước uống là nhu cầu cơ bản của chúng. Lượng nước cần cho chúng biến động theo mùa và loại và chất lượng thực phẩm mà chúng tiêu thụ. Khi chúng ăn nhiều trong các tháng đầu tiên và có mưa (kể cả sương, khi chúng ăn vào sáng sớm), chúng cần ít nước hơn. Khi chúng ăn nhiều cỏ khô thì chúng cần nhiều nước. Chúng cũng cần uống nước sạch, và có thể không uống nếu nước có tảo hoặc chất cặn. Trong một số khẩu phần ăn của chúng cũng bao gồm các khoáng chất, hoặc trộn với lượng ít.

## Chăm sóc
Sau khi cho phối giống 16-17 ngày mà không có biểu hiện động dục lại là có thể cừu đã có chửa, Căn cứ vào ngày phối giống để chuẩn bị đỡ đẻ cho cừu (thời gian mang thai của cừu 146-150 ngày) nhằm hạn chế cừu sơ sinh bị chết; Có thể bồi dưỡng thêm thức ăn tinh và rau cỏ non cho cừu có chửa nhưng tuyệt đối tránh thức ăn hôi mốc; Khi có dấu hiệu sắp đẻ (bầu vú căng, xuống sữa, sụt mông, âm hộ sưng to, dịch nhờn chảy ra, cào bới sàn…) nên nhốt ở chuồng riêng có lót ổ rơm và chăn dắt gần, tránh đồi dốc.
Thông thường cừu mẹ nằm đẻ nhưng cũng có trường hợp đứng đẻ, tốt nhất nên chuẩn bị đỡ đẻ cho cừu; Sau khi đẻ cừu mẹ tự liếm cho con. Tuy nhiên, vẫn phải lấy khăn sạch lau khô cho cừu con, nhất là ở miệng và mũi cho cừu con dễ thở. Lấy chỉ sạch buộc cuống rốn (cách rốn 4–5 cm), cắt cuống rốn cho cừu con và dùng cồn Iod để sát trùng; Giúp cừu con sơ sinh đứng dậy bú sữa đầu càng sớm càng tốt (vì trong sữa đầu có nhiều kháng thể tự nhiên); Đẻ xong cho cừu mẹ uống nước thoải mái (có pha đường 1% hoặc muối 0.5%).
Cừu con trong 10 ngày đầu sau khi đẻ cừu con bú sữa mẹ tự do; Từ 11-21 ngày tuổi cừu con bú mẹ 3 lần/ngày, nên tập cho cừu con ăn thêm thức ăn tinh và cỏ non, ngon; 80-90 ngày tuổi có thể cai sữa. Giai đoạn này phải có cỏ tươi non, ngon cho cừu con để kích thích bộ máy tiêu hóa phát triển (đặc biệt là dạ cỏ) và bù đắp lượng dinh dưỡng thiếu hụt do sữa mẹ cung cấp không đủ; Cừu sinh trưởng và phát triển nhanh, mạnh ở giai đoạn này.

## Cừu nổi tiếng

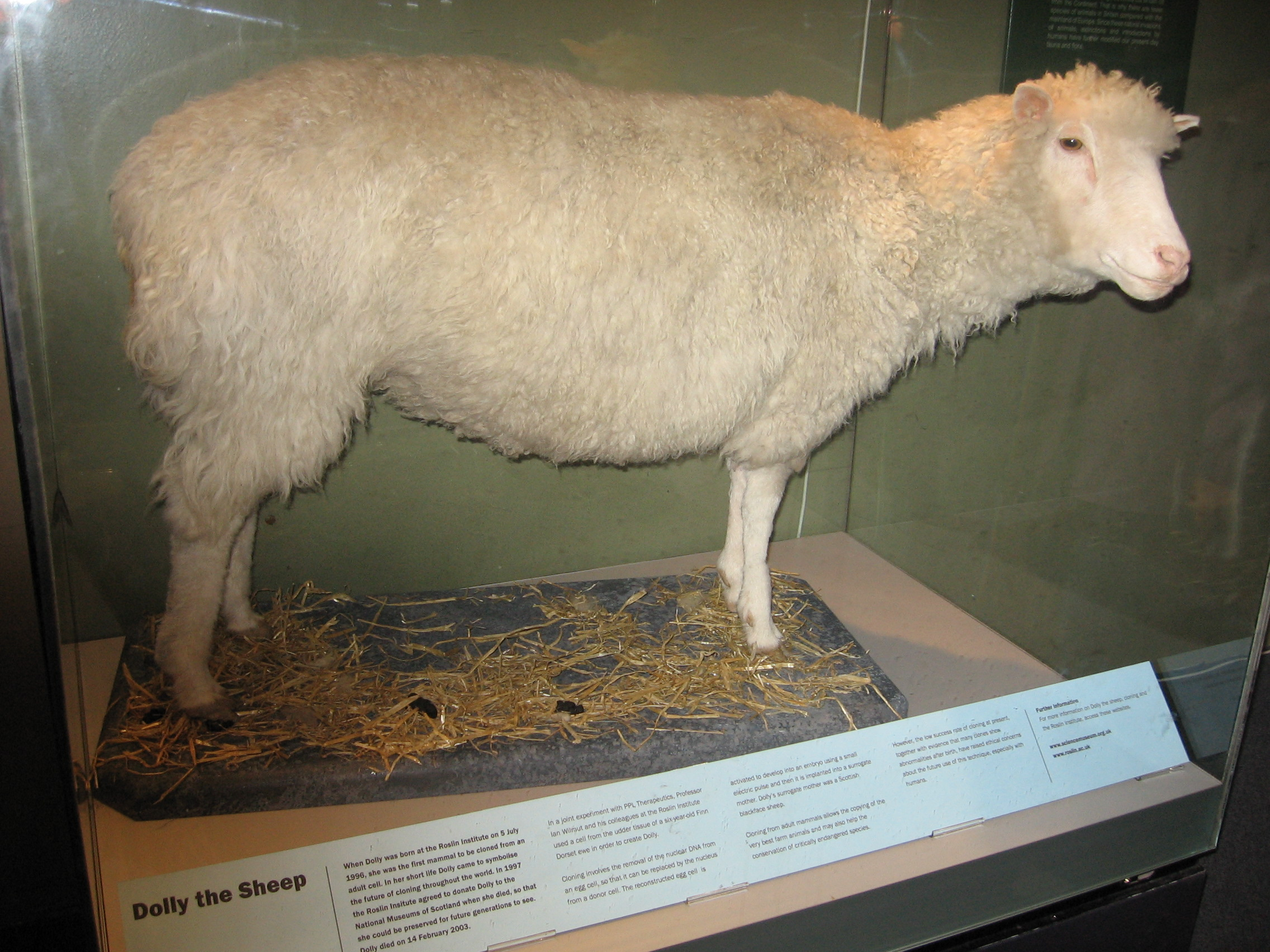
Cừu Dolly

Chú cừu Dolly là động vật có vú đầu tiên được nhân bản vô tính trên thế giới . Nó được tạo ra bởi Ian Wilmut, Keith Campbell và các cộng sự tại Viện Roslin ở Edinburgh, Scotland. Chú cừu Dolly được tạo ra từ tế bào sinh dưỡng trưởng thành áp dụng phương pháp chuyển nhân. Việc tạo ra Dolly đã chứng tỏ rằng một tế bào được lấy từ những bộ phận cơ thể đặc biệt có thể tái tạo được cả một cơ thể hoàn chỉnh. Đặc biệt hơn, điều này chỉ ra, những tế bào soma đã biệt hóa và trưởng thành từ cơ thể động vật dưới một số điều kiện nhất định có thể chuyển thành những dạng toàn năng (pluripotent) chưa biệt hóa và sau đó có thể phát triển thành những bộ phận của cơ thể con vật .
Dolly là kết quả của một quá trình nghiên cứu lâu dài của Viện Roslin dưới sự tài trợ của Chính phủ Anh. Việc tạo Dolly sử dụng công nghệ chuyển nhân tế bào soma, trong đó nhân tế bào từ một tế bào trưởng thành (lấy từ một con cừu cái giống này) được chuyển sang một noãn bào chưa thụ tinh (tức tế bào trứng đang phát triển - lấy từ một con cừu cái giống cừu mặt đen- Blackface). Tế bào lai sau đó được kích thích phân chia bằng phương pháp sốc điện và phát triển sang dạng phôi bào (blastocyst) rồi được cấy vào tử cung của một con cừu thứ ba. Sau khi được sinh ra, Dolly giống hệt mẹ là giống cừu Dorset Phần Lan về cả hình dáng lẫn tính tình.
Trong những năm trước đó, nhóm nghiên cứu đã thành công trong việc nhân bản cừu từ tế bào phôi . Tuy nhiên, đó hoàn toàn không phải là một bước đột phá khi mà trước đó đã có hàng loạt các sinh vật được tạo ra từ mô phôi, kể từ năm 1958 với loài ếch Xenopus laevis.. Cừu Dolly là sinh vật nhân bản đầu tiên được tạo ra từ một tế bào động vật trưởng thành. Tuy vậy, quá trình nhân bản lại có hiệu suất rất thấp: từ 277 quả trứng thì chỉ có 29 phôi được tạo thành, trong đó chỉ có ba con cừu được sinh ra và có duy nhất Dolly sống sót. Việc tạo ra Dolly đã được đánh dấu như một bước tiến quan trọng trong sự phát triển của sinh học hiện đại.
Vào 14 tháng 2 năm 2003, Dolly đã được tiêm một mũi tiêm gây chết không đau đớn (cái chết êm ái) nhằm thoát khỏi bệnh phổi đang trở nên trầm trọng . Thông thường một con cừu giống Finn Dorset như Dolly có vòng đời từ 12 đến 15 năm, tuy nhiên Dolly chỉ sống được đến 7 tuổi. Một kiểm tra trước đó cho thấy, nó đã mắc một loại ung thư phổi gọi là Jaagsiekte, một bệnh thường gặp ở cừu gây ra bởi loài Retrovirus JSRV . Những nhà khoa học ở Roslin phát biểu rằng họ không nghĩ là có mối liên quan giữa bệnh tật và việc Dolly là một con vật nhân bản, và những con cừu khác trong đàn cũng chết vì bệnh tương tự . Tuy nhiên, một số người tin rằng tác nhân gây ra cái chết của Dolly là việc nó được sinh ra với bộ gene của một con cừu 6 tuổi, tương đương với tuổi của con cừu Finn Dorset khi được dùng để nhân bản. Cơ sở của ý kiến này là việc phát hiện ra rằng telomere (đoạn cuối của DNA) của Dolly rất ngắn, mà điều này được coi như kết quả của quá trình lão hóa .